# باباداغ (کوه)
باباداغ (به ترکی استانبولی: Babadağ) یک کوه در ترکیه است که در استان موغله واقع شده‌است. باباداغ ۱٬۹۶۹ متر بالاتر از سطح دریا واقع شده‌است.